# Porąbka Iwkowska
Porąbka Iwkowska – wieś w Polsce położona w województwie małopolskim, w powiecie brzeskim, w gminie Iwkowa.
| SIMC    | Nazwa    | Rodzaj    |
| ------- | -------- | --------- |
| 0821168 | Klin     | część wsi |
| 0821174 | Mulkówka | część wsi |

W latach 1954-1972 wieś była siedzibą gromady Porąbka Iwkowska. W latach 1975–1998 miejscowość administracyjnie należała do województwa tarnowskiego.